# Паменар

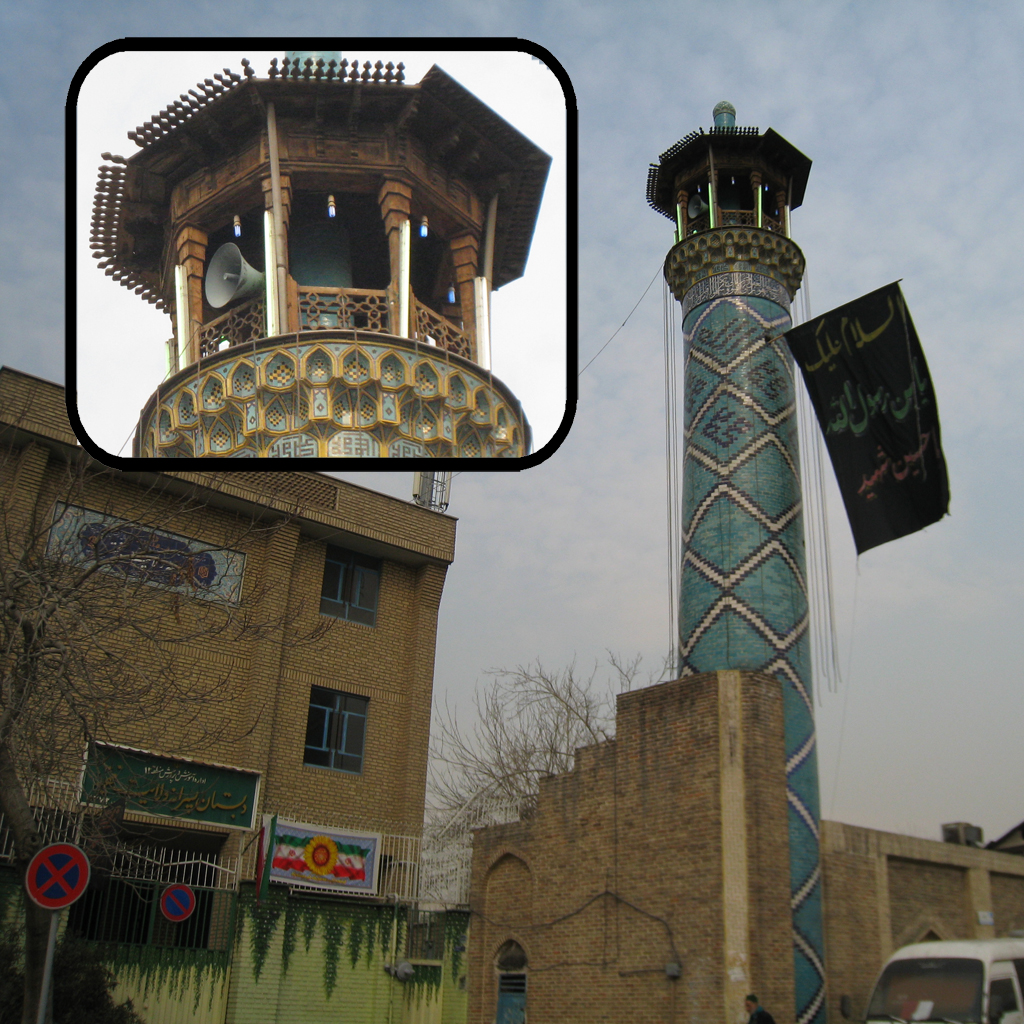
Минарет в районе Паменар

Памена́р (перс. پامنار‎) — один из центральных исторических районов в Тегеране, столице Ирана.
Район Паменар целиком находится в пределах 12 городского округа недалеко от района Уд-Ладжан (одного из пяти районов древнего Тегерана).
Главной достопримечательностью Паменара является минарет, построенный в XIII веке (занесён в Список объектов национального наследия Ирана под номером 410 в 1955 году). В 1923 году Паменар стал первым районом Тегерана, где была проведена телефонная линия.
В районе Паменар располагаются несколько иностранных дипломатических представительств, в том числе постоянное торговое представительство России.